# Pacar Keling (Tambaksari)
Pacar Keling is een bestuurslaag in het regentschap Soerabaja van de provincie Oost-Java, Indonesië. Pacar Keling telt 19.949 inwoners (volkstelling 2010).